# 演歌百撰
演歌百撰（えんかひゃくせん）は、テレビ、ラジオの音楽番組。演歌百選ではない。メインゲスト以外の歌手は自らお金を出して宣伝（プロモーション）という形で出演する。
テレビ版は、2018年3月25日（#1270）まではBS11でレギュラー放送されていたが、以降は単発で放送された。2024年現在、TV放送の内容などは岐阜放送ラジオの『歌謡トピックス』内で告知予定。詳しくは「演歌百撰(テレビ)」の現状（関西放送制作）の項を参照。
ラジオ版は2018年5月12日からラジオ大阪で放送されていた。2021年4月以降は休止していたが、2020年10月5日から始まったラジオ関西演歌百撰（月・21:30-22:00）が2021年11月29日で終了したこともあり、2021年12月8日からラジオ大阪で不定期放送されている。また、単発枠で各地のラジオ局での放送がある。

## 概要

### 総合演歌番組の役割
大阪府のプロダクション会社・Expressと『演歌一夜』（テレビ大阪、司会は中村美律子、1988年 - 1993年4月）の関西放送制作が共同で制作し、兵庫県にある地上独立テレビ放送局・サンテレビを幹事局として、1993年10月に放送開始。初回のメインゲストは橋幸夫。
基本的に、毎月大物演歌歌手1人をメインゲストとして招き、メインゲストとのトークコーナーのほか、メインゲストを含む6名程度の歌手が各1曲ずつ歌う。アシスタントを務める女性演歌歌手も歌う場合がある。収録は箕面市のExpress千里オフィス内にあるスタジオフレックスで行っている。
番組テーマソング（タイトル:演歌百撰テーマ曲/歌唱:東京混声合唱団）も制作されており、オープニングはCGでサークル状の球体から当時の地上波局をネットしていた日本の地図が現れ、向かってきては球体の中に吸い込まれていき、その中ではキューブで今回の出演者が歌う場面を、右下にはスクロールでその出演者がクレジットされ、外に抜けたところでタイトルが発光しながら登場、サークル状の球体はどこかに消えていく。エンディングで流れる夜景は、大阪市内の繁華街・梅田周辺を上空から撮影したものである。2011年放送分からオープニングCGのリニューアルとエンディングのスタッフロール表示変更に伴い16:9に統一された。
内容により、不定期に大阪市の大阪国際交流センターで開催される公開収録や、季節ごとに開催される『演歌百撰スペシャル ○○の演歌祭り!』の模様も放送されることがある。このうち、公開収録の場合はアシスタントがスタジオで1曲程度の紹介を行い、進行を担当する。最後の楽曲披露が終わった後に滝と6曲目を歌った歌手とのトークが展開されるが、30分番組であるため、最後は番組のテーマ、スタッフロールが流れる。また、特別イベントである『○○の演歌祭り』の模様はBS11では前編・後編に分け、特番枠（主に土曜日の20:00-22:00など）で放送されるほか、本放送でも一部分を放送することがある。
派生番組として、幹事局のサンテレビでは『演歌百景』という番組を不定期で放送していた。また2014年10月には『演歌百撰 旅情編・橘あきらの歌のある旅』が月に1回、岐阜放送（ぎふチャン）にて放送された。
出演者の中には、加藤まさかつなど、この番組を機に再デビューしたエピソードも少なくない。
番販番組ではなく、関西放送制作が放送局の放送枠を確保して放送。地上波で単発放送の場合は平日午前10時台の通販番組などが放送される枠が確保しやすいためこの時間で放送されるケースが目立つ。関西放送制作が一時期、販売代理店だった商品のCMも番組内で流れていた。その他、番組に関わっている演歌歌手が出演するCMが起用されることも多い。
かつては公式サイトも存在したが、制作体制の変更などが続いたこともあり、現在は閉鎖されている。
2021年12月頃から、演歌百撰出演の一部歌手のCD（又はカセット）の販売を、フリマアプリ（ラクマ）内に設けたショップで開始した。

### テレビ放送の現状
2010年12月最終週放送分（12月26日-2011年1月2日放送）をもってサンテレビと奈良テレビを除く地上波テレビ局でのネット放送を終了し、BS11（BSデジタル放送）と第一興商スターカラオケ（スカパー!） での放送に集約した。一方、幹事局だったサンテレビはレギュラー放送の撤退後、不定期（主に日曜日の日中）であるが、放送を継続。
1993年10月の開始から続いたテレビ版の制作は、その後不定期による「単発枠」へと移行。2021年4月-9月は放送局の編成の都合で放送枠が確保出来なかったため、土曜18:30-18:45の15分枠で放送することもあった。
2023年12月27日に放送された岐阜放送ラジオ「歌謡トピックス」で、本番組を担当する団あしのが「（来年）3月から（地上波）全国30局ネットで放送（の計画がある）」と発言したが、実現はしなかった。また、BS11ホームページでの番組紹介では、2024年7月下旬頃に「放送終了」と表示された。なお、BS11での放送終了を告知するものであり、地上波単発での番組は今後も継続。但し、出演者やスポンサーがBSでの放送を希望する場合は放送もありうる。
「演歌百撰(テレビ)」の現状（関西放送制作）の項も参照

### ラジオ公開収録
2018年10月6日に三重県桑名市民会館で開催された「演歌百撰スペシャル桑名演歌祭り」は、当初テレビ収録の予定で案内チラシ、ポスターやチケットにも「BS11・日本BS放送公開録画」と記載されたが、実際はラジオ収録であった。
なお、当日の模様の一部は岐阜放送「歌謡トピックス」、 南海放送「歌声は風にのって」で放送された。
- 岐阜放送「歌謡トピックス」2018年10月15日・10月17日-10月19日「丘みどり」、10月16日「モングン」
- 南海放送「歌声は風にのって」2018年10月21日　21:30-22:00「加藤まさかつ」「丘みどり」

## MC&アシスタント
| 期間       | 期間       | メイン   | アシスタント                   |
| ---------- | ---------- | -------- | ------------------------------ |
| 1993.10    | （不明）   | 滝トール | 北条美樹                       |
| （不明）   | （不明）   | 滝トール | 真珠                           |
| 2000.4     | 2001.6     | 滝トール | 柳澤純子                       |
| （不明）   | （不明）   | 滝トール | 林あさ美                       |
| 2003.7     | （不明）   | 滝トール | 春奈佑果                       |
| 2005.1     | （不明）   | 滝トール | 網野ひとみ                     |
| （不明）   | （不明）   | 滝トール | 山本みゆき                     |
| 2004.      | 2008.5.21  | 滝トール | 橘麻衣子                       |
| 2008.5.28  | 2008.7     | 滝トール | 中島ゆきこ                     |
| 2008.8     | 2008.10.1  | 滝トール | 川井聖子                       |
| 2008.10.8  | 2009.2.25  | 滝トール | 鹿島ひろ美                     |
| 2009.3.4   | 2010.6.23  | 滝トール | 森川つくし                     |
| 2010.6.30  | 2014.8.3   | 滝トール | 丘みどり                       |
| 2014.8.10  | 2014.8.10  | 滝トール | 佳姫（代役）                   |
| 2014.8.17  | 2014.11.2  | 滝トール | 橘麻衣子（代役）               |
| 2014.11.9  | 2015.12.27 | 滝トール | 丘みどり                       |
| 2016.1.3   | 2016.1.3   | 滝トール | 水田竜子（代役）               |
| 2016.1.10  | 2016.3.6   | 滝トール | 伊藤みく（フリーアナウンサー） |
| 2016.3.13  | 2016.4.10  | 滝トール | 竹村美緒（フリーアナウンサー） |
| 2016.4.17  |            | 滝トール | 橘麻衣子（代役）               |
| 2016.7.24  |            | 滝トール | 津吹みゆ                       |
| 2017.5.14  | 2017.6.4   | 滝トール | 山口瑠美（代役）               |
| 2017.12.10 | 2017.12.31 | 滝トール | 小林さり（代役）               |

- 日付基準は2011年3月まではサンテレビ、2011年4月からはBS11に準拠。
- 公開収録においては、野田彩加やフリーアナウンサーがアシスタントを務めるケースが多くなっている。
- 丘みどりは、番組チーフプロデューサーでもある関西放送制作社長の足羽重紀にスカウトされ、2005年8月24日に番組からデビューした。以降、関西放送制作の専属歌手だったが2015年に退所している。丘がアシスタントを降板して以降、暫くフリーアナウンサーが数か月単位で交代して出演する形となっていた。その後津吹みゆ（演歌歌手）が主軸として参加するようになったが、それでも津吹のスケジュールの都合や事務所・レーベル等の関係で代役が入ることがある。
- 2018年2月放送分（メインゲスト/大川栄策）から、スタジオ収録の司会者が1993年の番組スタート時から担当してきた滝トールから、たつをに交代した[注 10]。たつをが司会の時のアシスタントは入澤優、出光仁美が担当。
- 2021年以降、川岸ゆか（オフィスキイワード大阪所属）、または伊藤みく（オフィスキイワード東京所属）の単独MCで放送。伊藤は2017年（平成29年）7月に習志野文化センターで開催された「演歌百撰スペシャル習志野演歌祭り」の会場アシスタントを担当。

## スタッフ

### 2012年10月以降
- 制作：足羽重紀（団あしの）（チーフプロデューサー）、内田哲也（プロデューサー）
- 構成：高柳保男
- 演出：加藤寛治
- カメラ：大島昌美
- 映像：西村幸朗
- 音声：真鍋鶴司
- 照明：斉藤洋介（ハートス）
- 美術：アドス工芸
- 特機：グリップアソシエイト
- TK：日裏唯
- 編集：株式会社マウス
- 制作協力：Express
- 制作著作：関西放送制作[注 11]

### 制作体制の変遷
開始当初はExpress制作、関西放送制作は制作協力だった。なお、幹事局のサンテレビはクレジットに表記されなかった。
その後、サンテレビも制作に加わるが、エンディングに表記していたのは同局のみで、その他のネット局では表記されなかった。
2006年10月以降、サンテレビは制作から撤退 し、関西放送制作単独による制作体制となった。なお、2007年3月の間はエルフ・エージェンシーが共同で制作していた。
2019年頃に再びExpressに移譲、現在の制作体制に至る。

## 地上波ネット局
- 奈良テレビ放送（奈良テレビ・TVN）
  - 月曜日 0:00 - 0:30　日曜日深夜24:00 - 24:30で、BS11と同日放送
  - 地上波局が相次いで撤退する中で唯一、レギュラー放送を続けていた（2012年9月最終分まで）。

### 2010年12月で終了した地上波局
| 演歌百撰 ネット局 |                           |              |                    |                                     |
| 放送対象地域      | 放送局                    | 系列         | 放送時間           | 放送状況 （幹事局のサンテレビ基準） |
| 北海道            | テレビ北海道（TVh）       | テレビ東京系 | 月曜 1:35 - 2:05   | 先行ネット                          |
| 青森県            | 青森朝日放送（ABA）       | テレビ朝日系 | 月曜 1:10 - 1:40   | 先行ネット                          |
| 岩手県            | IBC岩手放送（IBC）        | TBS系        | 月曜 1:00 - 1:30   | 先行ネット                          |
| 宮城県            | 東北放送（TBC）           | TBS系        | 月曜 0:55 - 1:25   | 先行ネット                          |
| 千葉県            | 千葉テレビ放送（CTC）     | JAITS        | 水曜 22:30 - 23:00 | 同時放送（テープネット）            |
| 新潟県            | 新潟放送（BSN）           | TBS系        | 月曜 0:50 - 1:20   | 先行ネット                          |
| 石川県            | 北陸朝日放送（HAB）       | テレビ朝日系 | 月曜 1:10 - 1:40   | 先行ネット                          |
| 岐阜県            | 岐阜放送（GBS）           | JAITS        | 土曜 0:15 - 0:45   | 遅れネット                          |
| 三重県            | 三重テレビ放送（MTV）     | JAITS        | 水曜 13:30 - 14:00 | 同日放送                            |
| 滋賀県            | びわ湖放送（BBC）         | JAITS        | 木曜 8:30 - 9:00   | 遅れネット                          |
| 兵庫県            | サンテレビジョン（SUN）   | JAITS        | 水曜 22:30 - 23:00 | 元・幹事局                          |
| 和歌山県          | テレビ和歌山（WTV）       | JAITS        | 木曜 0:10 - 0:40   | 遅れネット                          |
| 鳥取県 島根県     | 山陰放送（BSS）           | TBS系        | 水曜 10:00 - 10:30 | 同日放送                            |
| 広島県            | テレビ新広島（TSS）       | フジテレビ系 | 火曜 0:35 - 1:05   | 先行ネット                          |
| 岡山県 香川県     | 山陽放送（RSK）           | TBS系        | 月曜 1:05 - 1:35   | 先行ネット                          |
| 愛媛県            | あいテレビ（ITV）         | TBS系        | 火曜 1:25 - 1:55   | 先行ネット                          |
| 高知県            | 高知さんさんテレビ（KSS） | フジテレビ系 | 火曜 0:40 - 1:10   | 先行ネット                          |
| 福岡県            | TVQ九州放送（TVQ）        | テレビ東京系 | 水曜 2:53 - 3:23   | 同日放送                            |
| 長崎県            | 長崎放送（NBC）           | TBS系        | 月曜 1:20 - 1:50   | 先行ネット                          |
| 熊本県            | 熊本放送（RKK）           | TBS系        | 土曜 6:00 - 6:30   | 遅れネット                          |
| 大分県            | 大分放送（OBS）           | TBS系        | 月曜 0:50 - 1:20   | 先行ネット                          |
| 宮崎県            | 宮崎放送（MRT）           | TBS系        | 月曜 0:50 - 1:20   | 先行ネット                          |
| 鹿児島県          | 南日本放送（MBC）         | TBS系        | 月曜 0:50 - 1:20   | 先行ネット                          |
| 沖縄県            | 琉球朝日放送（QAB）       | テレビ朝日系 | 月曜 0:45 - 1:15   | 先行ネット                          |

- 最初の曲の途中にネット局一覧テロップが挿入される[注 17]。上記の放送局名はテロップに基づく。
- 特別番組等で放送時間が変更される場合がある。

### 地上波一斉終了前に放送終了したネット局
| 放送対象地域  | 放送局                                     | 系列         | 放送時期                                                               |
| ------------- | ------------------------------------------ | ------------ | ---------------------------------------------------------------------- |
| 青森県        | 青森テレビ（ATV）                          | TBS系列      | - 1998年                                                               |
| 山形県        | テレビユー山形（TUY）                      | TBS系列      | - 2008年3月                                                            |
| 東京都        | 東京メトロポリタンテレビジョン（TOKYO MX） | JAITS        | - 2008年3月                                                            |
| 埼玉県        | テレビ埼玉（TVS）                          | JAITS        | 不明                                                                   |
| 神奈川県      | テレビ神奈川（tvk）                        | JAITS        | 不明                                                                   |
| 新潟県        | テレビ新潟放送網（TeNY）                   | 日本テレビ系 | 不明                                                                   |
| 長野県        | 長野放送（NBS）                            | フジテレビ系 | 2006年10月 - 2008年3月                                                 |
| 山梨県        | 山梨放送（YBS）                            | 日本テレビ系 | 2007年4月 - 12月                                                       |
| 福井県        | 福井テレビ（FTB）                          | フジテレビ系 | 不明                                                                   |
| 京都府        | 京都放送（KBS京都）                        | JAITS        | 1997年10月 - 2008年9月                                                 |
| 岡山県 香川県 | テレビせとうち（TSC）                      | テレビ東京系 | 不明                                                                   |
| 広島県        | 中国放送（RCC）                            | TBS系        | 不明                                                                   |
| 広島県        | 広島テレビ放送（HTV）                      | 日本テレビ系 | 不明 2023年5月30日（水曜日）10:55 - 11:25に単発放送 （放送枠買取扱い） |
| 広島県        | 広島ホームテレビ（HOME）                   | テレビ朝日系 | - 2007年12月                                                           |
| 山口県        | 山口放送（KRY）                            | 日本テレビ系 | 不明                                                                   |
| 徳島県        | 四国放送（JRT）                            | 日本テレビ系 | 不明                                                                   |
| 愛媛県        | 南海放送（RNB）                            | 日本テレビ系 | 不明                                                                   |
| 高知県        | テレビ高知（KUTV）                         | TBS系        | 不明                                                                   |
| 福岡県        | テレビ西日本（TNC）                        | フジテレビ系 | 不明                                                                   |
| 沖縄県        | 琉球放送（RBC）                            | TBS系        | 不明                                                                   |

- J:COM HD
  - 木曜 9:30 - 10:00
  - 金曜 16:00 - 16:30
  - 日曜 20:30 - 21:00
- 民放テレビ局がない茨城県[注 20]、その他秋田県、福島県、栃木県、群馬県、富山県[注 21]、静岡県、愛知県[注 22]、大阪府[注 23]、佐賀県[注 24]の各局にネットされなかった。

## 派生番組

### 演歌百撰 旅情編・橘あきらの歌のある旅
- 岐阜放送（ぎふチャン・GBS）
  - 2014年10月 - 2015年6月まで。第4火曜7:30 - 8:00／第2木曜24:15 - 24:45
  - レイナースミュージック所属の橘あきらによる旅番組。メインゲストと共に演歌とゆかりのある場所を訪ねていく。番組中には橘あきらとゲストによるPV映像が挿入。8回まで制作された。

### 番組名に「演歌百撰」がつくラジオ番組
「OBC演歌百撰」（ラジオ大阪）
- 土曜17:00-17:30（担当/団あしの）2018年5月に放送開始。
- 2018年7月、8月は毎週月曜19:45-19:55/毎週金曜18:45-19:00に放送時間が変更された
- 2018年12月21日はレギュラー番組「ふみ子・恵のうふふのふ」の放送時間を30分短縮し、19:00-19:30の枠で放送。
- 2019年1月16日は20:10-20:26に放送
- 2019年2月15日はレギュラー番組「ふみ子・恵のうふふのふ」の放送時間を30分短縮し、19:30-20:00の枠で放送。
- 以降は、月2回土曜17:00-17:30の放送で定着した。2019年11月以降は月1回の放送になることもあった他、2020年6月、9月、11月、2021年2月は放送がなかった。
- 2021年4月以降は放送休止状態だったが、同年11月29日で終了したラジオ関西「演歌百撰」を移行するかたちで、不定期で放送を再開。その後も休止期間が続いたが、2022年10月からはBS11での放送がない月に、ラジオ版がラジオ大阪で放送されるようになった。担当は団あしの、坂本富美子。ゲストとして、坂本の番組出演のきっかけを作った結城彩が出演することもある。

「演歌百撰（ラジオ版)」（ラジオ関西）
- 火曜24:30-25:00（末期は24:45-25:00）。2013年10月 - 2014年3月に放送。担当は団あしの、丘みどり[注 25]。
- 2020年10月5日から21:30-22:00で再開。担当は団あしの、上原伊代。同年8月29日放送のラジオ大阪「OBC演歌百撰」で団がラジオ関西での番組開始を告知した。
- 2021年11月29日、番組内で何の告知もなく放送終了。radikoの番組表示で【終】の表示がされたのみ。

ラジオ単発番組
担当は全て団あしの。
- 長崎放送「NBC演歌百撰」
  - 2018年12月16日・16:30-17:00。長崎、佐賀両県で放送。
  - 2020年12月13日・16:30-17:00。NBCラジオ佐賀でのみ放送。山口ひろみ（キングレコード所属）、光岡亮、葵野幸などの楽曲紹介。
- RSK山陽放送「RSK演歌百撰」
  - 2018年12月29日15:00-15:30
  - 2019年12月22日12:30-12:45。ゲストは山口みさと。提供：赤帽岡山県本部、岡山桃太郎温泉
- 高知放送「RKC演歌百撰」
- 県内在住の中屋憲夫や、徳島県在住の美咲マイコの楽曲を紹介することが多い
- 2019年6月30日、10月6日：11:00-11:30
- 2020年1月26日、2月23日、10月25日：11:00-11:30

- 中国放送「RCC演歌百撰」
  - 県内在住の片山瑞枝、阿修羅の楽曲を紹介することが多い
  - 2018年8月25日16:00-16:30
  - 2019年6月30日、7月28日、8月25日、9月15日12:30-13:00（提供：炭火焼肉みつる）
  - 2019年12月1日14:30-15:00
  - 2020年2月23日16:30-17:00
  - 2020年10月3日14:30-15:00
- 山口放送「KRY演歌百撰」
  - 2019年9月1日14:30-14:45放送。ゲストは山口みどり。提供：川棚グランドホテル、アーバンヘアMiki、東武住販（広告取扱い：西部毎日広告社）
- RSK山陽放送「おはよう演歌百撰」
  - 2019年12月22日7:25-7:30。提供：赤帽岡山県本部、岡山桃太郎温泉
- 静岡放送「SBS演歌百撰」
  - 2019年10月6日19:30-19:45。ゲストは藤ひろし
  - 2019年12月29日19:30-20:00。ゲストは藤ひろし、乙川みねこ
- 南海放送「RNB演歌百撰」
  - 2020年2月21日21:30-22:00。ゲストは乙川みねこ。
  - radikoでの番組名表示が毎週レギュラーで放送の「髭男爵 山田ルイ53世のルネッサンスラジオ」のままだった
- 北日本放送「KNB演歌百撰」
  - 高岡市在住の若月あやの楽曲のみで構成
  - 2020年9月20日、10月25日12:30-13:00、2022年12月25日12:10-12:30

ほか